# 少年少女センター
少年少女センターは、1972年に設立された「少年少女組織を育てる全国センター」の略称、もしくは2004年同組織が解散されたことを受け、2004年6月に発足した「少年少女センター全国ネットワーク」の略称である。

## 2016年現在の加入団体
- NPO法人東京少年少女センター
- NPO法人あいち少年少女センター
- 少年少女組織を育てる埼玉センター
- ぐんま少年少女センター
- 静岡少年少女センター
- 京都少年少女センター
- 少年少女組織を育てる大阪センター
- 子ども会・少年団を育てる左京センター
- 少年少女組織を育てるどろんこの会
- 福岡東部子ども劇場